# Nimchim

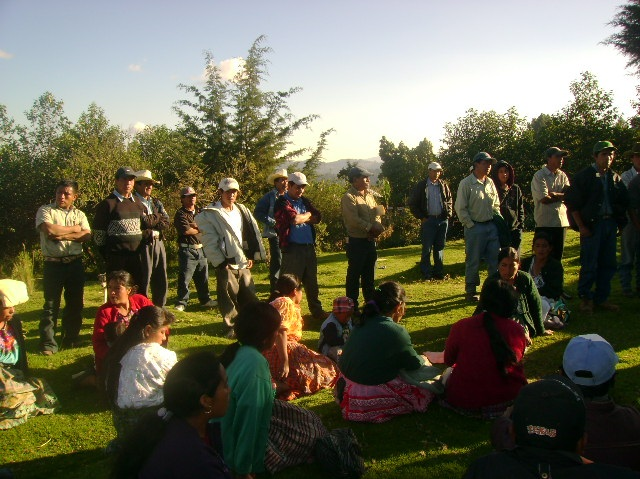
Reunión de moradores de la aldea

La Aldea Nimchim se encuentra en el municipio de Concepción Tutuapa, departamento de San Marcos, en Guatemala. Dista 6 km de la cabecera municipal y está a una distancia de 330 km de la ciudad capital de Guatemala por la carretera asfaltada CA-1 occidente. Se encuentra a una altitud de 2,910 m s. n. m., su clima es frío, húmedo y con vientos moderados. 
El municipio cuenta con la cabecera municipal, Concepción Tutuapa, 15 aldeas y 40 caseríos. Entre estos se encuentra la Aldea Nimchim.

## La población
Actualmente en la comunidad está compuesta por 75 viviendas, con una población aproximada (2009) de 450 habitantes. 
Las principales actividades a las que se dedican: agricultores, pequeños comerciantes, jornaleros, entre otras actividades. 
Su clima varía de frío a templado, por ello, los cultivos que prevalecen en esta región son: maíz y frijol, productos que les ayuda a la subsistencia diaria de la comunidad.  
Las viviendas, en su gran mayoría, son de adobe y teja, aunque existe una minoría de viviendas que han sido construidas de block y con losa de concreto.

## Idiomas
La población de la aldea pertenece a las etnias Quiché y Mam, por lo que en la comunidad se hablan ambos idiomas. También se habla castellano, pues este idioma les sirve para comunicarse con personas fuera de la comunidad.

## Clima
El clima es frío, húmedo, con viento moderado. 

Características 
- Temperatura máxima:	20.2 °C
- Temperatura media:	14.5 °C
- Temperatura mínima:	5.3 °C
- Precipitación pluvial:	1631.1mm
- Época de lluvia:	abril a octubre
- Época de Sequía:	septiembre a marzo

## Servicios básicos

### Agua potable
El sistema actual (2009) opera, hace 25 años, por gravedad y entrega el agua con conexiones prediales. El acueducto funciona deficientemente ya que su capacidad hidráulica fue superada, por lo que el nivel de servicio es deficiente para las 54 viviendas actuales.

### Escuela
Actualmente (2009) los niños asisten a las escuela ubicadas en el municipio de Concepción Tutuapa a aproximadamente  6 kilómetros del centro de la comunidad.   